# PZL Łosoś
PZL Łosoś – polski lekki bombowiec i samolot szturmowy projektowany przez PZL w 1939 roku. Pracę nad samolotem przerwał wybuch II wojny światowej.

## Historia
W 1939 r. w zespole kierowanym przez inż. Stanisława Praussa rozpoczęto prace nad projektem nowoczesnego bombowca szturmowego będącego rozwinięciem konstrukcji bombowca PZL.46 Sum (którego wyprodukowano 2 prototypowe egzemplarze). Zakładano wtedy zastąpienie w przyszłości eskadr liniowych (wyposażonych w samoloty PZL.23 Karaś) wyspecjalizowanymi eskadrami bombowców szturmowych. Od poprzednika miał różnić się mniejszymi wymiarami, chowanym w locie podwoziem oraz dwuosobową załogą. Napęd miał stanowić silnik rzędowy Hispano-Suiza 12Z po którym spodziewano się osiągnięcia mocy 1030–1177 kW (1400–1600 KM). Samolot otrzymał nazwę Łosoś (numer typu nie jest znany). W chwili wybuchu wojny bombowiec znajdował się na etapie opracowywania projektu wstępnego.